# Orobó
Orobó este un oraș în Pernambuco (PE), Brazilia.